# Boston Cup 1998
Boston Cup 1998 — тенісний турнір, що проходив на відкритих кортах з твердим покриттям Longwood Cricket Club у Честнат Гілл (США). Належав до турнірів 3-ї категорії в рамках Туру WTA 1998. Відбувся лише раз і тривав з 10 до 16 серпня 1998 року. Несіяна Маріан де Свардт здобула титул в одиночному розряді і заробила 27 тис. доларів призових.

## Фінальна частина

### Одиночний розряд
Маріан де Свардт —  Барбара Шетт 3–6, 7–6, 7–5
- Для Свардт це був 2-й титул за сезон і 4-й — за кар'єру.

### Парний розряд
Ліза Реймонд /  Ренне Стаббс —  Маріан де Свардт /  Мері Джо Фернандес 6–4, 6–4
- Для Реймонд це був 2-й титул за сезон і 11-й — за кар'єру. Для Стаббс це був 2-й титул за сезон і 15-й — за кар'єру.